# 清水由紀 (心理学者)
清水 由紀（しみず ゆき、1975年 - ）は、日本の心理学者。専門は発達心理学、文化心理学。早稲田大学文学学術院教授。日本教育心理学会城戸奨励賞受賞。

## 人物・経歴
神奈川県生まれ。1997年お茶の水女子大学文教育学部教育学科心理学コース卒業。1999年同大学大学院人間文化研究科発達社会科学専攻修士課程修了。2001年日本教育心理学会城戸奨励賞受賞。2003年同人間発達科学専攻博士課程修了、博士（人文科学）。
2004年お茶の水女子大学子ども発達教育研究センター専任講師。2005年お茶の水女子大学開発途上国女子教育協力センター専任講師。2006年埼玉大学教育学部助教授。
2007年埼玉大学教育学部准教授。2011年ニューヨーク大学心理学部客員研究員。2016年文部科学省科学技術・学術政策研究所科学技術予測センター専門調査員。2019年川越少年刑務所視察委員。2020年早稲田大学文学学術院教授。専門は発達心理学、文化心理学。

## 著作
- 『パーソナリティ特性推論の発達過程 : 幼児期・児童期を中心とした他者理解の発達モデル』風間書房 2005年

### 編著
- 『学校と子ども理解の心理学』金子書房 2010年
- 『他者とかかわる心の発達心理学 : 子どもの社会性はどのように育つか』（林創と共編著）金子書房 2012年